# Sultani Makenga

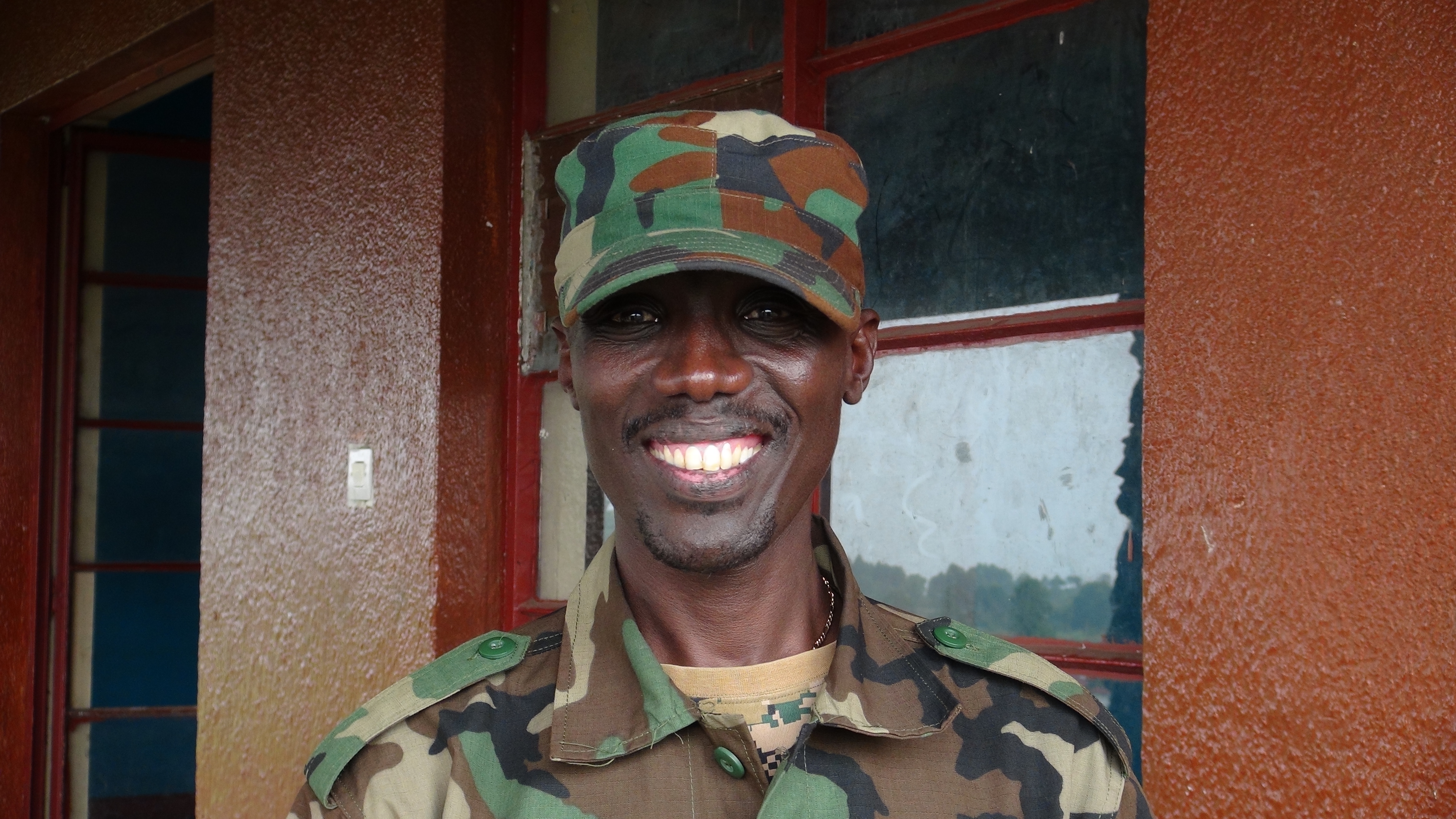
Sultani Makenga

Sultani Makenga (* 25. Dezember 1973 in Rutshuru, Demokratische Republik Kongo) ist ein kongolesischer Offizier und Warlord. Er führt seit 2012 die Truppen der Bewegung 23. März (M23), die im Nord-Kivu gegen die regulären kongolesischen Streitkräften kämpft. 

## Leben
Im Dritten Kongokrieg war Sultani Makenga einer der militärischen Führer des Nationalkongress zur Verteidigung des Volkes (CNDP) von Laurent Nkunda. Im Rahmen eines Friedensvertrages vom 23. März 2009 wurde die Gruppe als politische Partei anerkannt und ihre bewaffneten Kräfte in die Forces Armées de la République Démocratique du Congo (FARDC), den regulären kongolesischen Streitkräften, integriert. Makenga wurde Vizekommandeur für Süd-Kivu und Oberst der kongolesischen Armee.
Aus einigen dieser bewaffneten Kräfte, die sich 2012 wieder von der Regierungsarmee lossagten, bildete sich im Ostkongo die Bewegung 23. März. Die Gruppe unter Führung Oberst Makengas benannte sich nach dem Datum des Friedensvertrages vom 23. März 2009 und forderten die Wiederinkraftsetzung des Abkommens und warfen der Regierung in Kinshasa Provokation, Diskriminierung und Misshandlung vor. Nach Schätzungen sollen sich in den ersten Wochen bereits mehr als 1000 Soldaten der neuen Gruppierung angeschlossen haben. Ab dem 24. April begannen Kämpfe zwischen der M23 und den kongolesischen Streitkräften. Am 6. Mai wurde eine Verlautbarung der CNDP bekannt, welche die Gründung der M23 bekanntgab sowie die Übernahme des Kommandos und der Befehlsgewalt über alle Offiziere durch Colonel Sultani Makenga. Die M23 verbündete sich mit anderen Rebellenorganisationen wie der Nduma Defence for Goma (NDC) und der Forces de défense congolaise (FDC), welche ebenfalls mit Angriffen auf FARDC-Truppen begannen. Auch rivalisierende Rebellengruppierungen wie die FDLR, APCLS und Maï-Maï-Yakutumba nutzten die Truppenverschiebungen der FARDC, um von den Streitkräften aufgegebene Positionen zu übernehmen. Die Beziehung zwischen Makenga und Bosco Ntaganda, dem Nachfolger Nkundas, der der UN zufolge an der Aufstellung der M23 beteiligt war und dort in eine Führungsrolle einnahm, war schwierig. Grund dafür war die Treue Makengas gegenüber Laurent Nkunda, der von Ntaganda entmachtet wurde.
Sein Hauptquartier hatte Makenga in der Grenzstadt Bunagana. Im Juli 2012 nahmen die Rebellen unter Führung Sultani Makengas einige Orte nördlich der Provinzhauptstadt Goma ein. Angebotene Verhandlungen seitens Makengas wurden von der Regierung von Präsident Joseph Kabila zurückgewiesen. De facto bestand jedoch seitdem ein Waffenstillstand.
Am 17. August 2012 beschlossen die M23-Rebellen eine neue politische Struktur, mit Abteilungen entsprechend den Ministerien eines Regierungskabinetts.
Präsident wurde Bischof Jean-Marie Runiga Lugerero, Oberkommandierender des Militärs wurde Makenga.
Am 20. November eroberten die Rebellen unter der Führung Sultani Makengas und des ruandischen Generals Emmanuel Ruvusha die Provinzhauptstadt Goma. In einer fünftägigen Offensive konnte die kongolesische Armee besiegt werden. Die in Goma stationierten 1400 Soldaten der UN-Friedenstruppe der Mission de l’Organisation des Nations Unies en République Démocratique du Congo (MONUSCO) ließen die Rebellen ungehindert passieren. Dies wurde mit einem eingeschränkten Mandat begründet. Die Vereinten Nationen werfen den Rebellen schwere Menschenrechtsverletzungen in der eingenommenen Stadt vor, es sollen u. a. Frauen und Kinder verschleppt worden sein. Der UN-Sicherheitsrat erließ noch am selben Tag einstimmig die Resolution 2076, in der u. a. die Rebellen zum Rückzug aus Goma, zur Abrüstung sowie Auflösung aufgerufen wurden. Außerdem wurde gegen die Rebellenführung ein Reiseverbot verhängt und deren Vermögenswerte eingefroren.
Ende Februar bis Mitte März 2013 kam es, nach dem zu Kämpfen innerhalb der M23 zwischen der Fraktion Makengas und der Fraktion um Ntaganda und Lugerero über die Haltung zum Addis-Abeba-Abkommen. In der Nacht vom 24. auf den 25. Februar 2013 kam es in der Stadt Rutshuru zu Kämpfen zwischen den Truppen Makengas und den Truppen des zweithöchsten militärischen Führer des M23 „General“ Baudoin Ngaruye, einem Anhänger Ntagandas. Die Kämpfe forderten ca. zehn Tote.
Am 27. Februar 2013 erklärte Sultani Makenga Lugerero für abgesetzt. Er warf Lugerero politische Unfähigkeit, Veruntreuung und die Zusammenarbeit mit Ntaganda vor. Ngaruye stand dabei auf der Seite Lugereros. Lugerero erklärte seinerseits Makenga für abgesetzt. Es kam zu Kämpfen im Gebiet Rutshuru mit mehreren Dutzend Toten. Makenga konnte den Konflikt für sich entscheiden, sodass schließlich zum 16. März mehrere hundert Anhänger der unterlegenen Fraktion über die Grenze nach Ruanda flohen. Bosco Ntangenda, der unter anderem mit Waffen und Gold handelte, ging bzw. floh im März 2013 in Kigali in die dort ansässige US-Botschaft, mit der Bitte um Überstellung an den IStGH.
Am 7. November 2013, nachdem die M23 von der Forces Armées de la République Démocratique du Congo (FARDC) mit Unterstützung von UN-Truppen besiegt worden war, ergab sich Makenga mit Hunderten von M23-Kämpfern im Mgahinga-Nationalpark in Uganda.
Anfang 2017 kehrte Makenga mit 200 Mann in den Kongo zurück. Dieser Vorstoß scheiterte.
2021 griffen Makenga und seine Kämpfer wieder zu den Waffen und eroberten Gebiete in der Provinz Nord-Kivu. Mehrere Waffenstillstandsvereinbarungen zwischen den kongolesischen Truppen und der M23 scheiterten. Im August 2024 wurde Makenga neben 25 anderen Anführern von paramilitärischen Gruppen durch ein kongolesisches Militärgericht in Abwesenheit zum Tode verurteilt.